# Axel Kihlstedt
Carl Johan Axel Kihlstedt, född 19 september 1850 i Kila socken, Södermanland, död 24 september 1915 i Askersund, var en svensk präst.
Axel Kihlstedt var son till lantbrukaren Johan Gabriel Eriksson. Efter studentexamen i Nyköping 1871 blev han student vid Uppsala universitet, prästvigdes i Strängnäs 1874 och blev samma år pastorsadjunkt i Kila socken. Kihlstedt blev 1875 vice pastor där, 1876 komminister i Ripsa (med tillträde 1879) och Lids socknar, vice pastor där 1881 och komminister i Edsberg och Hackvads socknar 1882 (med tillträde 1885). Kihlstedt hade tidigt influerats av frikyrkorörelsen och lekmannaverksamhet och sedan han kommit till Närke tog han intryck av den av William Boardman influerade väckelsen här och det 1887 grundade Helgelseförbundet. 1889 tog han avsked från prästämbetet och flyttade till Smedstorp i Kräcklinge socken. Samma år blev han redaktör och ansvarig utgivare för Trons segrar. Sedan han 1890 anslutit sig till Helgelseförbundet kom han 1890–1914 att fungera som ledare dess evangelistkurser i Kräcklinge och var från 1890 ledamot av Helgelseförbundets styrelse. 1894–1911 var han föreståndare för evangelisthemmet i Götabro i Kräcklinge.